# Raidul de la Taținskaia
Raidul de la Taținskaia a fost efectuat în timpul Operațiunii Micul Saturn la sfârștiul lunii decembrie a anului 1942. Acest atac a fost efectuat de Corpul al 24-a de tancuri sovietic de sub comanda generalului Vasili Mihailovici Badanov.

## Obiective
Armata Roșie a încercuit Armata a 6-a germană a Wehrmachtului la Stalingrad în timpul Operațiunii Uranus, care a fost declanșată pe 19 noiembrie 1942.  Pe la mijlocul lunii decembrie, atacul de spargere a încercuirii făcut în timpul așa numitei Operațiunii Furtună de Iarnă adusese trupele germane la 48 de kilometri de inelul trupelor sovietice, iar podul aerian cu ajutorul căruia armata încercuită era aprovizionată pentru a rezista funcționa la capacitate maximă. În această situație, STAVKA a decis să lanseze Operațiunea Micul Saturn, prin care se urmărea încercuirea Grupului de Armate A, prin pătrunderea armatelor sovietice spre sud spre coasta Mării Azov. Primejdia creată de această operație era așa de mare încât comandamentul german a trebuit să renunțe la încercare de despresurare a Armatei a 6-a de la Stalingrad, iar în loc de aceasta să-și îndrepte atenția spre oprirea înaintării formațiilor Armatei Roșii, simultan încercând să retragă cât mai mulți soldați germani spre vest. Drept consecință, cele mai puternice divizii implicate în efortul se spargere a încercuirii, și anume Divizia a 6-a Panzer, și-a schimbat direcția de atac spre vest și a primit ordinul să curețe de formațiile sovietice zona Taținskaia și mai apoi să stabilească o nouă linie a frontului spre nordul aeroportului militar de aici. Odată cu luarea acestei decizii, orice speranță de eliberare a Armatei a 6-a a fost abandonată.

## Bătălia

### Planul sovietic
Corpul al 24-lea de tancuri  aparținea de Armata a 3-a de Gardă de sub comanda generalului Dmitri Leliușenko, care la rândul ei făcea parte din Frontul sovietic de sud-vest de sub comanda lui Nicolai Vatutin. Corpul al 24 de tancuri era considerat ca o forță ce cercetare a Armatei, conform doctrinei operațiilor în adâncime. De aceea, acest corp de tancuri nu trebuia folosit în timpul atacurilor inițiale asupra liniilor defensive al Axei dintr-un anumit sector, dar intrau în acțiune de îndată ce linia apărării inamice era străpunsă.
Asaltul Armatei a 3-a de Gardă a fost declanșat în dimineața zilei de 16 decembrie 1942. Pentru a accelera străpungerea de către infanteriști a apărării tactice a Axei, Leliușenko a ordonat celorlalte două corpuri de tancuri pe care le avea la dispoziție (Corpurile al 17-lea și al 25-lea) să sprijine atacul pușcașilor în faza inițială a bătăliei.
Corpul al 24-lea de tancuri a primit ordinu de atac la ora 11:30 oe 17 decembrie. În această fază, corpurile de tancuri 17 și 25 își atinseseră deja obiectivele ordonate și erau în plin proces de încercuire a Armateai a 8-a italiană. Corpul al 25-lea de tancuri a desfășurat un raid în adâncime spre Morozovskaia, la est de Taținskaia. Scopul celor două raiduri în adâncime a fost distrugerea formațiilor germane care încercau să elibereze Armata a 6-a din încercire (Operațiunea Furtuna de Iarnă).

### Raidul

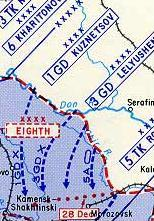
Hartă a direcțiilor de atac a celor două corpuri de tancuri sovietice (al 24-lea și al 25-lea) – săgeata cu eticheta = 3GD Corpul al 24-lea, săgeata neetichetată = corpul al 25-lea.

Raidul a urmărit distrugerea aeroportului Luftwaffe de la Taținskaia, de pe care decolau cele mai multe avioane ale podului aerian pentru aprovizionarea germanilor prinși în capcana de la Stalingrad. Pe 24 decembrie 1942, tacurile sovietice au cucerit aeroportul după un atac de pe trei direcții. Aeroportul german a fost luat prin surprindere, operațiile de zbor fiind în plină desfășurare în momentul atacului. După cum amintea un ofițer sovietic, martor ocular al atacului:
“Detașamentele noastre de tancuri au năvălit pe neașteptate pe aeroprtul militar Taținski. Primul care a intrat pe teritoriul inamic a fost batalionul căpitanului Naciaev. A izbucnit o luptă dură între tancuri și artileria inamică. Germanii au lansat grenade împotriva tancurilor ruse și au reușit să arunce în aer câteva dintre ele. Până la urmă, echipajele tancurilor sovietice au reușit să străpungă defensiva germană. După ce au distrus patrulele, soldații sovietici au început să împuște piloții germani care se grăbeau spre avioanele lor, sperând cu disperare să-și salveze viețile.” (Dintr-un articol din Vocea Rusiei)
Corpul al 24-lea de tancuri a pretins că a distrus peste 300 de avioane pe aeroport, printre care 72 Junkers 52, adică aproape 10% din capacitatea de transport a Luftwaffe.  Apărătorii aeroportului au fost rapid învinși, și în ciuda faptului că aproximativ 100 de avioane germane au reușit să decoleze de pe aeroport, perderile germanilor au  fost foarte ridicate. Cum tancurile sovietice rămăseseră fără muniție, aproape toate avioanele distruse au fost lovite de tancuri. Un anumit număr de avioane a fost distrus direct în vagoanele de cale ferată din care nu fuseseră descărcate.
După ce a reușit să cucerească aeroportul și să distrugă numeroase avioane inamice, Corpul al 24-lea de tancuri s-a trezit adânc în spatele liniilor inamice, fără combustibil și muniție.

### Reacția germană
Chiar în timp ce bătălia pentru aeroport era în desfășurare, Badanov și-a dat seama că a pierdut legătura cu forțele sovietice când coloanele Brigăzii a 24-a motorizată sovietice erau urmărite din nord de forțele germane. Pe 26 decembrie, ultimele elemente ale susnumitei brigăzi se alăturau principalei forțe a corpului sovietic. Felmareșalul Erich von Manstein aflat la comanda Grupului de Armate Don a ordonat Corpului al 47-lea de Panzere să se îndrepte spre zona în care ajunseseră elementele atacului în adâncime sovietic. Din 26 decembrie, tancurile germane tăiaseră toate legăturile dintre Corpul al 24-lea de tancuri și Armata I de Gardă sovietică. Spre nord, direcția pe care s-ar fi putut deplasa sovieticii în sprijinul Corpului al 24-lea de tancuri era blocată de puternice unități germane. Pentru distrugerea Corpului al 24-lea de tancuri au mai fost aduse în ajutorul germanilor și un regiment de infanterie.
STAVKA a ordonat comandantului de Front să atace pentru a-l sprijini forțele lui Badanov. Singurele forțe disponibile erau Corpul al 25-lea de tancuri, care fusese redus la numai 25 de blindate în urma luptelor grele la care participase, și Grupul I mecanizat de Gardă, care era la rândul lui grav afectat de pierderi. În sprijinul lor a fost adusă infanterie, dar atacul lor nu a putut atinge obiectivul propus, eliberarea Corpului al 24-lea de la Taținskaia. Grupul lui Badanov a primit permisiunea să încerce să spargă încercuirea pe 28 decembrie. Cele mai multe echipaje și tancuri au fost distruse în încercarea de spargere a încercuirii, dar la rândul lor, germanii au suferit pierderi importante. Forțele germane antrenate în luptele pentru salvarea Armatei a 6-a au trebuit să se retragă pentru a face față raidurilor, multe dintre avioanele de transport care aprovizionau Stalingradul au fost distruse, iar personalul de zbor și cel de deservire de la sol au fost aproape în întregime distruse. Corpul al 24-lea de tancuri a pretins că în afară de avioanele distruse au mai scos din luptă 84 de tancuri, 106 tunuri germane și au ucis cam 12.000 de soldați ai Axei și au luat mai mult de 5.000 de prizonieri.

## Analiză și urmări
În ciuda pierderii majorității tancurilor Corpului al 24-lea, raidul a fost un succes operațional din anumite puncte de vedere. De asemenea, această operațiune a demonstrat lipsurile în organizarea Corpurile sovietice de tancuri, în mod special în ceea ce privește slăbiciunile în susținerea operațiunilor independente în adâncime și de aceea a contribuit la perfecționarea tacticilor sovietice.
Corpul al 24-lea de tancuri a efectuat o operațiunea la 240 km de bazele de aprovizionare și a trebuit să se bazeze pe stocurile de combustibil și muniție captureate în timpul operațiunii. Diviziile de infanterie de sprijin nu erau suficient de mobile ca să țină pasul cu tancurile, ceea ce a permis germanilor să taie legătura dintre forța de blindate și baza de atac, iar în cele din urmă să-i împiedice pe sovietici să obțină succesul scontat la început.
În ciuda acestui fapt, pentru prima oară de la începutul războiului, raidul a demonstrat capacitatea unei formațiuni mobile comabatante să pătrundă adânc în liniile Axei, forțâdu-i pe germani să-și adapteze propriile palnuri operaționale din mers pentru a face  față amenințărilor iminente. Raidurile precedente fusesere atacuri de mai mică amploare și cu o forță de lovire mai mică, executate de cavaleriști sau de parașutiști în cooperare cu partizanii, rezultatele fiind succese limitate.
Comnadanții și planificatorii sovietici au tras toate învățămintele necesare din acest raid și se pare că succesul de la Taținskaia a fost imboldul principal în crearea armatelor de tancuri independente, capabile să susțină operațiuni ofensive adânc în spatele liniilor inamice. Pierderea aproape completă a materialelor de luptă și a foarte mulți soldați ai Corpului al 24-lea, a demonstrat că operarea în spatele liniilor inamice implică riscuri uriașe.

### Răsplata
STAVKA a răsplătit rezultatele excepționale ale Corpului al 24-lea de tancuri. Generalul Badanov a fost primul militar care a primit noul ordin creat Suvorov și a fost promovat la comanda nou createi Armate a 4-a de tancuri de Gradă, cu care a participat la Operațiunea Kutuzov din iulie 1943. Din 1944, Badanov a fost la comanda Școlii de blindate a Armatei Roșii, fiind înaintat la gradul de genral locotenent.
Încă în timpul desfășurării raidului, Corpului al 24-lea de tancuri a fost redenumit Corpul al 2-lea de tancuri de Gardă și a primit titlul onorific de „Taținskaia”. Acest corp de tancuri avea să joace un rol de primă mărime în timpul bătăliei de la Prohorovka, dar și în alte operațiuni importante din timpul războiului.
Căpitanul Naciaev, comandantul ultimului tanc la Corpului a fost decorat postum cu titulul de Erou al Uniunii Sovietice.

## Forțele implicate în lupte

### Sovieticii

#### Corpul al 24-lea de tancuri
Corpul a fost aprovizionat cu două unități de muniție, , două unități de combustibil și lubrifianți și rații de alimente pentru cinci zile.
- Corpul al 24-lea de tancuri (general-maior de tancuri V. M. Badanov)
  - Corpuri de tancuri
    - Compania a 13-a de pionieri de minare
    - Baza mobilă de reparare a 158-a

  - Brigada a 4-a de tancuri de Gardă (colonel G. I. Kolipov) 
  - Brigada a 54-a de tancuri (colonel V. M. Poliakov)
  - Brigada a 130-a de tancuri (colonel S. K. Nesterov)
  - Brigada motorizată a 24-a de pușcași (colonel V.S. Savcenko)

Întăriri atașate corpului pentru raid: 
- Regimentul al 658-lea de artilerie antiaeriană
- Batalionul al 413-lea de mortiere de Gardă (rachete autopurtate Katiușa)

Sprijinul aerian a fost asigurat de Corpurile aeriene compozite ale Armatei a 17-a a aerului.

#### Alte forțe
- Corpul al 25-lea de tancuri
- Corpul I mecanizat de Gardă

### Germanii
- Corpul al 58-lea Panzer
  - Divizia a 11-a Panzer
  - Divizia a 6-a Panzer
  - Divizia a 306-a de infanterie

## Bibkiografie
- J. Erickson, The Road to Stalingrad'
- David Glantz From the Don to the Dnepr
- Porfiryev, Raid to Tatsinskaya, VIZH 11/1987
- H. Scheibert, Panzer zwischen Don und Donets'
- Voice of Russia –Articol despre Raidul de la Taținskaia Arhivat în 26 noiembrie 2009, la Wayback Machine.
- Prin cuptorul războiului – evoluția formațiilor mecanizate sovietice Arhivat în 15 octombrie 2004, la Wayback Machine.
- Hartă rusească a înaintării în zona cursului mijlociuu al Donului Arhivat în 27 martie 2018, la Wayback Machine.